# Tsuru Aoki
Tsuru Aoki (jap. 青木鶴子 Aoki Tsuru; ur. 1892 w Tokio, zm. 1961 tamże) – japońska aktorka filmowa i sceniczna. Jedyna Japonka, która grała główne role w filmach amerykańskich okresu kina niemego.

## Życiorys
Urodziła się w Tokio. Na scenie występowała od ósmego roku życia. W 1903 r. przyjechała do Nowego Jorku wraz ze swoim adopcyjnym ojcem rysownikiem Aoki Toshio, który wykonywał tam zlecenie przy scenografii do broadwayowskiej sztuki The Darling of the Gods. W USA rozpoczęła naukę tańca. Po śmierci Aoki Toshio została adoptowana przez dziennikarkę pracującą dla Los Angeles Examine. Nowa opiekunka zapisała Tsuru do szkoły aktorskiej. Od 1911 podróżowała z wędrowną trupą teatralną. W 1912 r. zagrała w swoim pierwszym filmie dla producenta Thomasa H. Ince. W jednej z firm Ince’a – Imperial Japanese Company produkowano filmy o tematyce japońskiej. I to w tej firmie Tsuru Aoki była aktorką oraz zajmowała się szukaniem i zatrudnianiem innych japońskich aktorów i aktorek.
Z czasem wraz ze swoim mężem, Sessue Hayakawą założyła własną firmę producencką. Zagrała w wielu filmach, była aktywną aktorką aż do lat 20. Następnie, po 35 latach przerwy, zagrała w swoim ostatnim filmie – Hell to Eternity (1960).

## Filmografia
- The Oath of Tsuru San, 1913
- The Wrath of the Gods, 1914
- The Typhoon, 1914
- The Village 'Neath the Sea, 1914
- The Death Mask, 1914
- The Beckoning Flame, 1915
- The Chinatown Mystery, 1915
- Alien Souls, 1916
- The Honorable Friend, 1916
- Each of His Kind, 1917
- The Call of the East, 1917
- The Curse of Iku, 1918
- The Bravest Way, 1918
- His Birthright, 1918
- A Heart in Pawn, 1919
- The Courageous Coward, 1919
- The Dragon Painter, 1919
- Bonds of Honor, 1919
- Gray Horizon, 1919
- Ashes of Desire, 1919
- Locked Lips, 1920
- The Breath of the Gods, 1920
- A Tokyo Siren, 1920
- Black Roses, 1921
- Five Days to Live, 1922
- Night Life in Hollywood, 1922
- La Bataille, 1923
- The Danger Line, 1924
- Sen Yan's Devotion, 1924
- The Great Prince Shan, 1924
- Hell to Eternity, 1961[3]